# Cariré (ort)
Cariré är en ort i Brasilien.   Den ligger i kommunen Cariré och delstaten Ceará, i den östra delen av landet, 1 500 km nordost om huvudstaden Brasília. Cariré ligger 162 meter över havet och antalet invånare är 5 488.
Terrängen runt Cariré är huvudsakligen platt. Cariré ligger uppe på en höjd. Runt Cariré är det ganska glesbefolkat, med 27 invånare per kvadratkilometer.. Det finns inga andra samhällen i närheten.
Omgivningarna runt Cariré är huvudsakligen savann.